# Tyninghame House
Tyninghame House est un manoir situé dans l'East Lothian, en Écosse. Il est situé à l'embouchure de la rivière Tyne à l'est de Tyninghame, et à l'ouest de Dunbar. Un manoir est répertorié à Tyninghame en 1094, et c'est plus tard une propriété de la famille Lauder of The Bass. Au XVIIe siècle, il est vendu au comte de Haddington. Le bâtiment actuel date de 1829 lorsque le 9e comte de Haddington emploie William Burn pour agrandir considérablement la maison dans le style baronnial. En 1987, le contenu de la maison est vendu et la maison est divisée en appartements.
La maison est protégée en tant que bâtiment classé de catégorie A et les terrains sont inclus dans l'inventaire des jardins et des paysages conçus en Écosse, la liste nationale des jardins importants.

## Histoire
Un manoir est répertorié sur les terres en 1094, mentionné dans une charte de Duncan II d'Écosse aux moines de St Cuthberts. De 1250 au XVIe siècle, Tyninghame est détenu par les évêques de St Andrews. Il est loué à la famille Lauder comme résidence d'hiver. Les Lauder possèdent The Bass et y vivent l'été. En 1617, la douairière Lady Bass, Isabella Hepburn (veuve de George Lauder de The Bass (décédé en 1611)) fait des ajouts à la maison. Elle vend la maison et le domaine au courtisan John Murray (1er comte d'Annandale) (en) en 1621 pour 200 000 merks.
En 1628, lorsque Thomas Hamilton (1er comte de Haddington) (en) reçoit ce titre en échange de celui de comte de Melrose, il acquiert Tyninghame par achat. Il donne la maison et les meubles à son fils en 1635, et un inventaire est fait du contenu. Le bâtiment comprend alors une ancienne tour avec des ailes ou "jambages" plus récents sur des caves voûtées. Thomas Hamilton (2e comte de Haddington) (en) est tué dans une explosion au château de Dunglass en 1640 et, en 1669, le 5e comte hérite de la propriété. Il épouse Margaret Leslie, 8e comtesse de Rothes, fille du duc de Rothes, et vit principalement sur le domaine de sa femme. Son fils, le 6e comte, élit domicile à Tyninghame après son mariage avec Helen Hope vers 1700. Le couple trouve le domaine en mauvais état et entreprend de le rénover et de le replanter. Sa femme est en grande partie responsable de l'aménagement des parcs qui subsistent aujourd'hui, notamment les avenues, les plantations et Binning Wood. Elle donne au bois le nom de leur fils. Inspiré par sa femme à devenir un agronome réputé, le comte écrit un livre, A Treatise on the Manner of Raising Forest Trees, publié en 1761.
En 1791 Charles, le 8e comte, rénove la maison, mais ceux-ci sont remplacés par les travaux effectués par le 9e comte. En 1828, il charge William Burn de redessiner la maison dans le style baronnial écossais. Burn n'apporte que des modifications limitées au plan de la maison, mais modifie totalement les élévations, refaisant la majeure partie du bâtiment en grès rouge et ajoutant des tourelles et d'autres détails. La maçonnerie d'origine du XVIIe siècle est visible sur la façade sud. Le 9e comte réalise également d'autres plantations dans les parcs et érige un obélisque en 1856 pour commémorer le travail du 5e comte.
À la mort du 9e comte en 1858, le domaine passe à un cousin, George Baillie de Mellerstain. Son fils, le 11e comte, réalise d'autres plantations dans les années 1880, notamment les jardins clos. Des jardins à la française, dont le jardin secret de Lady Haddington, sont créés par le 12e comte et sa femme au XXe siècle. La maison est présentée dans Country Life le 7 août 1975 et dans Scottish Field en août 1953. Après la mort du 12e comte en 1986, le 13e comte choisit de conserver Mellerstain House près de Duns, dans le Berwickshire, comme résidence principale, et Tyninghame est vendu l'année suivante. La majeure partie du contenu est vendue aux enchères par Sotheby's lors d'une vente de deux jours à la maison, les 28 et 29 septembre 1987. La maison est ensuite divisée en appartements par le promoteur de maisons de campagne Kit Martin.